# Ishin-denshin
 (以心伝心 Ishin-denshin?) (以心伝心) este un Japonez idiom , care reprezintă o formă de comunicare interpersonală prin înțelegere nerostită reciprocă. Aceste termen alcătuit din patru caractere (sau yojijukugo) se traduce literal ca „ceea ce mintea crede, inima transmite”. Uneori tradus în engleză ca „telepatie” sau „simpatie”, ishin-denshin este, de asemenea, frecvent tradus „comunicare de la inimă-la-inimă” sau „înțelegere tacită”.
Deși înțelegerea tăcută este, în general, recunoscută ca un fenomen uman universal, termenul ishin-denshin este adesea folosit pentru a transmite un stil de comunicare non-verbală între două persoane, lucru care este simțit de către unii japonezo ca fiind caracteristic culturii japoneze. Întrucât conceptul japonez de haragei denotă o formă deliberată de comunicare nonverbală, ishin-denshin se referă la o formă pasivă de înțelegere comună. Ishin-denshin este în mod tradițional perceput de către japonezi ca o comunicare sinceră, tăcută venită din inimă sau burtă (adică în mod simbolic din interior, uchi), distinctă de formele evidente de comunicare prin intermediul feței și a gurii (exterior, soto), care este văzut ca fiind mai sensibilă la nesinceritate. Introducerea acestui concept în Japonia (prin China) este legată de tradițiile din budismul zen, unde termenul ishin-denshin se referă la transmiterea mentală directă. Tradiția budismului Zen, la rândul său, își trage conceptul de ishin-denshin din prima transmisie Dharma între Gautama Buddha și Mahākāśyapa în Predica Florii.
Ishin-denshin, sau comunicarea non-verbală, continuă să influențeze aspectele contemporane ale culturii și eticii japoneze, , variind de la practicile de afaceri la îngrijirea de la sfârșitul vieții.